# Tydzień Miłosierdzia
Tydzień Miłosierdzia – obchodzony corocznie w Kościele katolickim w Polsce tydzień głoszenia, świadczenia i propagowania miłosierdzia, od 2013 roku rozpoczynający się w Święto Miłosierdzia, czyli drugą niedzielę po Wielkanocy. Dawniej obchodzony w pierwszym tygodniu października. Co roku przebiega pod innym hasłem, podkreślającym któryś z wielu wymiarów działalności charytatywnej.

## Historia
23 lutego 1937 podczas pierwszego ogólnopolskiego zjazdu dyrektorów diecezjalnych Caritas postanowiono zorganizować Dni Miłosierdzia. W tym samym roku odbył się pierwszy Tydzień Miłosierdzia pod hasłem Nieśmy pomoc najbiedniejszym. Do II wojny światowej obchody Tygodnia Miłosierdzia oprócz środowisk religijnych zaangażowane były także władze państwowe i lokalne oraz media. W trakcie Dni Miłosierdzia zbierano fundusze na pomoc potrzebującym. Obchody wznowiono w 1945 roku i odtąd są one nieprzerwanie organizowane w Kościele. 

## Obchody
Obchodzony Tydzień Miłosierdzia ma zawsze dwa wymiary. Pierwszy to modlitwa i apostolstwo miłosierdzia. Druga płaszczyzna działań ma wymiar konkretnego czynu miłosierdzia. W wielu diecezjach odbywa się zbiórka pieniędzy podczas Mszy św. Ofiary składane w tym dniu diecezjalne Caritas wykorzystują w ciągu roku na pomoc bezdomnym, chorym, dzieciom z ubogich rodzin.

## Cele
Celem Tygodnia jest głównie budzenie wrażliwości na potrzeby bliźnich: chorych, samotnych, bezrobotnych, bezdomnych i prześladowanych. Obchody są okazją do głębszej refleksji na temat miłosierdzia czynionego na co dzień, służą także prezentacji pracy, jaką różne organizacje charytatywne wykonują na polu pomocy charytatywnej i są zachętą do aktywnego włączania się w dzieła miłosierdzia.
Co roku w przeżywanie Tygodnia Miłosierdzia włączają się w sposób szczególny Parafialne Oddziały Caritas, Szkolne Koła Caritas oraz placówki prowadzone przez Caritas diecezjalne.